# Wuming Huijing
Wuming Huijing (chiń. 無明慧經, pinyin Wúmíng Huìjīng; kor. 무명혜경 Mumyŏng Hyegyŏng; jap. Mumyō Ekyō; wiet. Vô Minh Huệ Kinh; ur. 1548, zm. 1618) – chiński mistrz chan ze szkoły caodong.

## Życiorys
Praktykę buddyjską rozpoczął stosunkowo późno. Po przeczytaniu Diamentowej sutry w wieku 21 lat, postanowił opuścić dom rodzinny. Aby osiągnąć oświecenie przez trzy lata praktykował w całkowitym odosobnieniu. Ostatecznie osiągnął oświecenie w wieku 27 lat. Przez następne 24 lata pracował na roli, naśladując wzór mistrza chan Baizhanga Huaihaia (720–814).
W jego biografii (napisanej przez Hanshana Deqinga) znajduje się informacja, iż praktykował pod kierunkiem mistrza Yunkonga Changzhonga (1514–1588).
W roku 1598, gdy miał 51 lat, został opatem klasztoru Baofeng. Po pewnym czasie, ponieważ do tej pory nie zdecydował się na religijną pielgrzymkę po chińskich klasztorach chan, udał się na wędrówkę. Odwiedził wtedy wiele klasztorów i spotkał wielu znanych mistrzów, takich jap np. Zibo Zhenke.
Po powrocie na południe Chin zaczął publicznie występować jako mistrz chan szkoły caodong. Prowadził klasztor Shouchang w Xincheng w prefekturze Jianchang prowincji Jiangxi. Ożywił ten prawie już nie działający klasztor i odbudował go. W przeciwieństwie do innych rekonstrukcji klasztorów, przy których korzystano z finansowej pomocy donatorów, Wuming odbudował klasztor dzięki pracy wszystkich mnichów klasztoru. Miał olbrzymi szacunek dla pracy, co przyniosło mu epitet „starożytny Budda z klasztoru Shouchang”.
Jego styl nauczania był określany jako „pojedyncze podnoszenie w górę” (chiń. danti xiangshang). W jego zapisanych wypowiedziach (chiń. yulu) znajduje się wiele spotkaniowych dialogów z uczniami. Nie był przy tym pozbawiony humoru, o czym świadczy jego zachowanie w czasie ceremonii wejścia do budynku. Jeden z zarządzających mnichów zapowiedział: „Proszę, kontemplujcie najwyższe znaczenie!” Wuming krzyknął wtedy: „Czy tłumy rozumieją najwyższe znaczenie? Jeśli nie, to proszę, zwróćcie się do niższego znaczenia!”.
Mistrz chan Wuming Huijing zmarł w 1618 roku. Pozostawił po sobie czterech spadkobierców Dharmy.
Trzech z czterech jego spadkobierców: Wuyi Yuanlai, Huitai Yuanjing i Yongjue Yuanxian działało w Jiangxi i Fujian. Weilin Daopei – spadkobierca mistrza Yongjuego – odnowił klasztor Gushan w Fuzhou, który stał się jednym z najważniejszych centrów buddyjskich w południowo-wschodnich Chinach. Jego wpływ jest odczuwany nawet dzisiaj, zarówno w Chinach, jak i na Tajwanie.
Juelang Daosheng (1592–1659) – spadkobierca mistrza Huitaia – był później jednym z pozywających mistrza Feiyina Tongronga przed osąd władz za wydanie w 1654 roku książki Wudeng yantong.

## Prace literackie
- Wuming Huijing chanshi yulu (Zapisane wypowiedzi mistrza chan Wuminga Huijinga)

## Linia przekazu Dharmy zen
Pierwsza liczba oznacza liczbę pokoleń mistrzów od 1 Patriarchy indyjskiego Mahakaśjapy.
Druga liczba oznacza liczbę pokoleń od 28/1 Bodhidharmy, 28 Patriarchy Indii i 1 Patriarchy Chin.
Trzecia liczba oznacza początek nowej linii przekazu w danym kraju.
- 45/18. Touzi Yiqing (1032–1083)

- 46/19. Dahong Bao’en (1058–1111)

- 47/20. Tongfa (1082–1140)
- 47/20. Qingdan (bd)
- 47/20. Dahong Shanzhi (bd)
- 47/20. Jingyan Shousui (1072–1147)

- 48/21. Dahong Qingxian (1103–1180)

- 46/19. Furong Daokai (1043–1118)

- 47/20. Kumu Facheng (1091–1128)
- 47/20. Dayong Qilian (1077–1144)
- 47/20. Lumen Fadeng (1075–1127)
- 47/20. Jingyan Shousui (1072–1147)
- 47/20. Chanti Weizhao (Baofeng) (1084–1128)

- 48/21. Zhitong Jingshen (1090–1152)

- 47/20. Shimen Yuanyi (1053–1137)
- 47/20. Danxia Zichun (1064–1119)

- 48/21. Hongzhi Zhengjue (1091–1157) (także jako Tiantong), autor Congronglu

- 49/22. Jingyin Kumu (bd)
- 49/22. Liaotang Siche (bd)
- 49/22. Sizong (1085–1153)
- 49/22. Zhide Huihui (1097–1183) ta linia skończyła się po 10 pokoleniach

- 50/23. Mingji Huizuo (ok. 1150 – do pocz. lat XIII wieku)

- 51/24. Donggu Miaoguang (zm. 1253)

- 52/25. Zhiweng Deju (bd)

- 53/26. Dongming Huiri (1272–1340) Japonia, opat Kenchō-ji

- 48/21. Zhenxie Qingliao (1089–1157)

- 49/22. Tiantong Zongjue (1091–1162)

- 50/23. Xuedou Zhijian (1105–1192)

- 51/24. Tiantong Rujing (1163–1228)

- 52/25/1. Dōgen Kigen (1200–1253) Japonia. Szkoła sōtō

- 47/20. Lumen Zijue (Jingyin) (zm. 1117)

- 48/21. Qingzhou Yibian (1081–1149)

- 49/22. Zizhou Bao (1114–1173)

- 50/23. Wangshan Ti (bd)

- 48/21. Zhenyi Huilan

- 49/22. Puzhao Xibian (1081–1149)

- 50/23. Lingyan Sengbao (1114–1171)

- 51/24. Yushan Shiti

- 52/25. Xueyan Huiman (zm. 1206)

- 53/26. Wansong Xingxiu (1166–1246) opat klasztoru Shaolin; komentarze do Congrong lu

- 54/27. Yelü Chucai (1189–1243)
- 54/27. Xueting Fuyu (1203–1275)

- 55/28. Shaoshi Wentai (zm. 1289)

- 56/29. Baoying Fuyu (1245–1313)

- 57/30. Shaoshi Wencai (1273–1352)

- 58/31. Wan’an Ziyan

- 59/32. Ningran Liaogai (1335–1421)

- 60/33. Jukong Qibin (1383–1452)

- 61/34. Wufang Kecong (1420–1483)

- 62/35. Yuezhou Wenzai (1452–1524)

- 63/36. Zongjing Zongshu (1500–1567)

- 64/37. Yunkong Changzhong (1514–1588)

- 65/38. Wuming Huijing (1548–1618)

- 66/39. Wuyi Yuanlai (Boshan Yuanlai) (1575–1630) linia kontynuowana

- 67/40. Zongbao Daodu (1600–1661)

- 68/41. Zuxin Hanke (Han Zonglai) (1611–1659)
- 68/41. Tianran Hanshi (1608–1685)

- 67/40. Liji Daoqiu (1586–1685)

- 68/41. Zaisan Hongzan (1611–1681)

- 66/39. Yongjue Yuanxian (Gushan Yuanxian) (1578–1657) linia kontynuowana

- 67/40. Weilin Daopei (1615–1702)

- 66/39. Huitai Yuanjing (1577–1630)

- 67/40. Juelang Daosheng (1592–1659)

- 68/41. Xiaofeng Daran autor Xixie bian i Chuandeng zhengzhong
- 68/41. Shilian Dashan przeniósł Dharmę nauczyciela do Wietnamu w 1695 r.
- 68/41. Zutang Dagao (1612–1673)
- 68/41. Wuke Dazhi (1611–1671) (Fang Yizhi) dokończył Chuandeng zhengzhong

- 64/37. Shaoshi Changrun (zm. 1585)

- 65/38. Cizhou Fangnian (Dajue Fangnian) (zm. 1594)

- 66/39. Zhanran Yuancheng (Yunmen Yuancheng) (1561–1626) 8 spadkobierców

- 67/40. Shiyu Mingfang (1593–1648)

- 68/41. Weizhong Jingfu (bd)

- 67/40. Ermi Mingfu (1591–1642)
- 67/40. Sanyi Mingyu (1599–1665)
- 67/40. Ruibai Mingxue (1584–1641)

- 68/41. Po’an Jingdeng (1603–1659)

- 69/42. Guqiao Zhixian

- 70/43. Jiantang Dejing

- 71/44. Shuo’an Xingzai

- 72/45. Minxiu Fuyi (zm. 1790)

- 73/46. Biyan Xiangjie (1703–1765)

- 74/47. Jizhou Chengyao (zm. 1737)

- 75/48. Danyun Qingjing

- 76/49. Juyue Qingheng

- 77/50. Qiuping Qingheng

- 78/51. Xingyuan Juequan

- 79/52. Moxi Haiyin

- 80/53. Liuchang Wuchun

- 81/54. Jiehang Daxu

- 82/55. Yunfan Changdao

- 83/56. Pujing Zhaoci

- 84/57. Fengping

- 85/58. Zhuoran

- 86/59. Huida

- 84/57. Renshou

- 85/58. Dejun

- 86/59. Jitang

- 87/60. Zhiguang Mixing (1889–1963)

- 88/61. Dongchu Denglang (1908–1977)

- 89/62. Mingshan (1913–2001)
- 89/62. Huikong Shengyen  (1930–2009) linia góry Bębna Dharmy

- 90/63. Chuandeng Jingdi (John Crook) (1930–2011)
- 90/63. Chuanfa Jinghong (Simon Child) (ur. 1956)
- 90/63. Chuanzong Jingchan (Max Kalin) (ur. 1943)
- 90/63. Chuanxin Jinghui (Zarko Andricevic) (ur. 1955)
- 90/63. Chuanhui Jingjian (Gilbert Gutierrez) (ur. 1951)